# Frakull
Frakull è una frazione del comune di Fier in Albania (prefettura di Fier).
Fino alla riforma amministrativa del 2015 era comune autonomo, dopo la riforma è stato accorpato, insieme agli ex-comuni di Cakran, Dermenas, Levan, Libofshë, Mbrostar Ura, Portëz, Qënder, Topojë a costituire la municipalità di Fier.

## Località
Il comune era formato dall'insieme delle seguenti località:
- Frakull e Madhe
- Frakull e Vogel
- Ade
- Peshtan Bregas
- Kafaraj
- Kashishte
- Sheq Musalala
- Cerven